# Maryam Madjidi

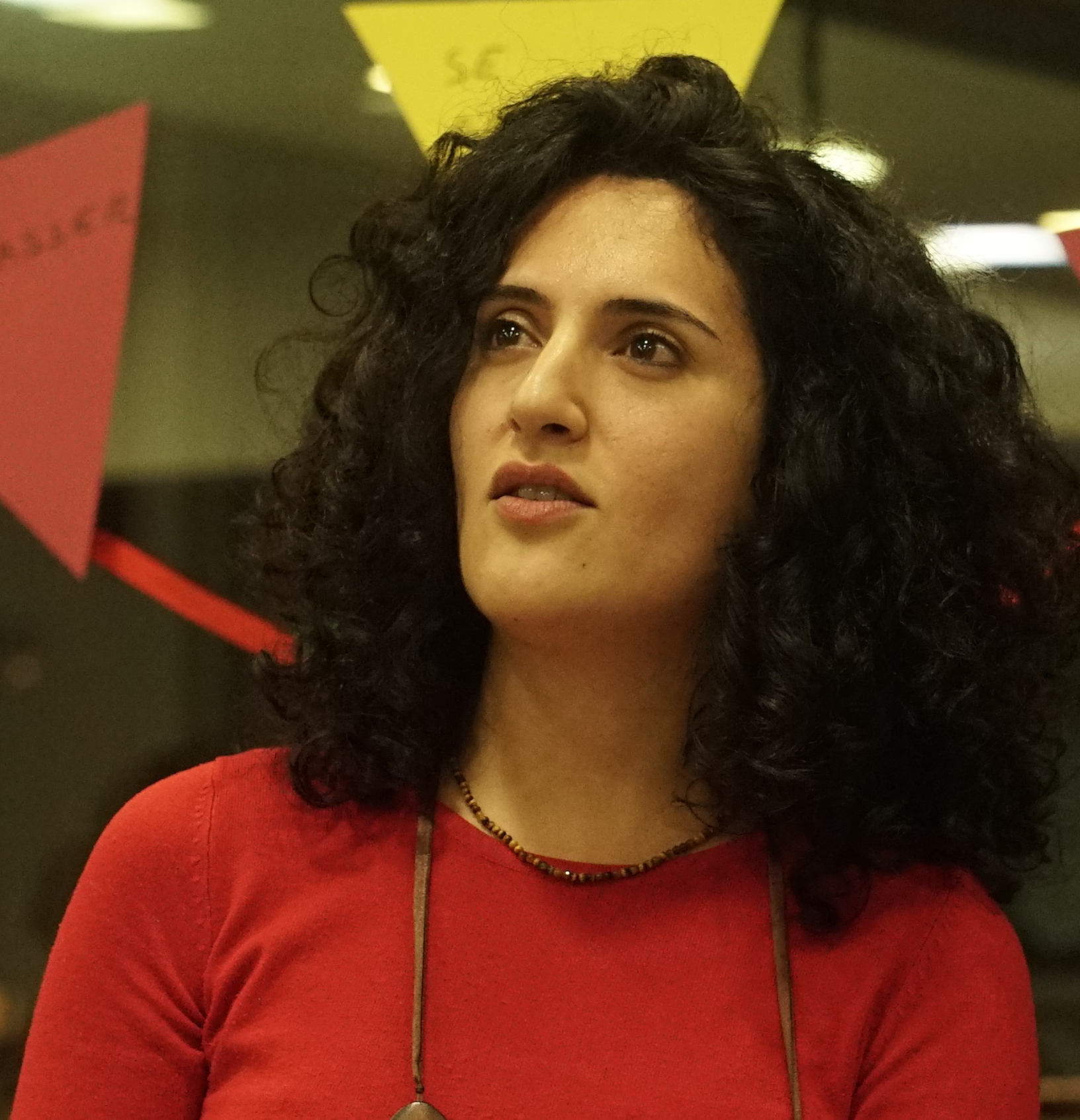
Maryam Madjidi (2017)

Maryam Madjidi (geboren 9. August 1980 in Teheran) ist eine iranisch-französische Schriftstellerin.

## Leben
Maryam Madjidi zog 1986 zu den bereits aus dem Iran emigrierten Eltern nach Frankreich, wo sie in Paris und Drancy aufwuchs. Sie studierte Literaturwissenschaften an der Sorbonne und schrieb ihre Masterarbeit über einen Vergleich der iranischen Autoren Omar Chayyām und Sadegh Hedayat. Sie entdeckte dabei ihre Muttersprache wieder. Im Jahr 2003 kehrte sie voller nationalem Enthusiasmus in den Iran zurück und hielt sich auch als Sprachlehrerin für Französisch in China und in der Türkei auf. Desillusioniert über die gesellschaftliche Unfreiheit im Iran machte sie ihren Entschluss rückgängig und lebt seit 2010 wieder in Frankreich.
Madjidi arbeitete als Sprachlehrerin für Französisch in einem Gefängnis in Nanterre und in einem Projekt für unbegleitete minderjährige Flüchtlinge.
Ihr erster, autobiografisch angelegter, Roman Marx et la poupée erhielt 2017 den Prix Goncourt du Premier Roman.

## Werke
- Marx et la poupée. Le Nouvel Attila, 2017, ISBN 978-2371000438
  - Du springst, ich falle. Übersetzung aus dem Französischen von Julia Schoch. Aufbau, Berlin 2018, ISBN 978-3-351-05050-4
- Pour que je m'aime encore. Le Nouvel Attila, 2021, ISBN 978-2-37100-110-7
  - Eine feine Linie. Übersetzung aus dem Französischen von Sophia Marzolff. Nagel & Kimche, Hamburg 2024, ISBN 978-3-312-01341-8